# Молбай-Узень
Молба́й-Узе́нь (также Малба́й-Узе́нь, Молба́й, Цери́к-Узе́нь; укр. Молбай-Узень, крымскотат. Molbay Özen, Молбай Озен) — маловодная река (ручей) в Крыму, на территории Белогорского района, левый приток реки Тонас. Длина водотока 9,0 километров, площадь водосборного бассейна 42,0 км², водоохранная зона ручья установлена в 50 м.

## Название
На карте 1836 года ручей обозначен, как овраг Перик, на других картах река никак не подписана и даже в «Списке населённых мест Таврической губернии по сведениям 1864 года» одноимённая деревня указана, как находящаяся при фонтане. Впервые название Церик-Узень появляется в книге Николая Васильевича Рухлова «Обзор речных долин горной части Крыма» 1915 года, при этом, на прилагаемой к книге карте подписаны сливающиеся Церик-Узень и Молбай-Узень с впадающим слева оврагом Карачолга. В справочнике «Поверхностные водные объекты Крыма» название Малбай-Узень, а в книге «Крым. Географические названия: Краткий словарь» река фигурирует как Молбай-Узень. Также распространён короткий вариант Молбай, на современных туристических картах вновь применяется название Церик-Узень.

## География
Исток ручья расположен на северо-восточных отрогах массива Караби-Яйлы главной гряды Крымских гор, в окрестностях села Пчелиное, течёт общим направлением на северо-восток, вначале имея крутой уклон, затем выходя в довольно обширную Молбайскую котловину, сложеную нижнемеловыми отложениями на сланцевой основе. Ранее в долине реки (Молбайской котловине) располагалось 4 селения, сейчас сохранилось лишь Пчелиное у самых истоков. У реки 7 безымянных притоков длиной менее 5 километров, впадает в Танасу в 10 километрах от устья в селе Головановка.